# 志道元信
志道 元信（しじ もとのぶ）は、戦国時代の武将。毛利氏の家臣。毛利元就・隆元父子を支えた重臣である志道広良の六男。兄に志道大蔵少輔、守熊（実相寺の住職）、口羽通良、志道就良、坂元貞がおり、弟に志道元親がいる。

## 生涯
毛利氏の執政を務めて毛利元就・隆元父子を支えた重臣である志道広良の六男として生まれる。
天文19年（1550年）7月12日から7月13日にかけて毛利元就によって安芸井上氏が粛清された直後の7月20日に毛利氏家臣団238名が連署して毛利氏への忠誠を誓った起請文において、28番目に「志道次郎四郎元信」と署名している。
天文21年（1552年）、備後国の尼子方勢力を駆逐するための毛利元就の備後攻めに元信も従軍。同年7月23日に宮光寄が拠る志川滝山城を攻略し、宮氏は備中方面に逃れたが、この時の戦いで元信家臣の小河内又四郎が槍傷を負っている。
志川滝山城を攻略した元就は吉川元春と共に備中国へと進軍し、尼子方に寝返った庄為資の猿掛城を攻撃したが、同年9月8日に猿掛城から出陣した庄為資の攻撃によって毛利軍は敗北し、元信は桂新五左衛門や臼井藤次郎らと共に戦死した。